# 류자구

류자구의 위치

류자구(한국어: 육갑구, 중국어: 六甲區, 병음: Liùjiǎ Qū)는 중화민국 타이난시의 시할구이다. 넓이는 64.5471km2이고, 인구는 2015년 8월 기준으로 22,644명이다.

## 지리
류자향은 타이난시 중앙부에 위치하고 북쪽은 류잉구, 둥산구와, 동쪽은 난시구와, 서쪽은 샤잉구와, 남쪽은 관톈구, 다네이구와 각각 접하고 있다.
동서로 넓고 남북으로 좁은 갸름한 지형이며, 동부는 중양산맥에 위치해 산악 지대가 펼쳐져 있다. 서부는 자난 평원의 일부이며 지세는 평탄하다.

## 역사
류자라는 지명은 개척 시대의 토지 면적의 계산 방법에서 유래한다. 정성공 통치 시대에 무장 진영화가 입식자를 모집했을 때에 2갑, 3갑, 4갑, 5갑, 6갑, 7갑 등의 다른 면적의 토지를 개척해 촌명으로서 사용한 것이 기원이다. 일본 통치 시대에 니코, 롯코, 시치코를 합병해 하나의 지청을 설치했을 때, 롯코를 행정 중심으로 정했다. 1920년의 타이완 지방제 개편 때 이곳에 롯코장(六甲庄)이 설치되어 다이난주 소분군의 관할이 되었다. 전후는 타이난현 류자향으로 개편되었다.
2010년 12월 25일, 타이난현과 타이난시가 합병하며 타이난시 류자구가 되었다.

## 교통
- 타이완 철로관리국 종관선
- 국도 3호선